# 5 grudnia
5 grudnia jest 339. (w latach przestępnych 340.) dniem w kalendarzu gregoriańskim. Do końca roku pozostaje 26 dni.

## Święta
- Imieniny obchodzą: Anastazy, Bartosz, Bartłomiej, Dalmacjusz, Feliks, Gerald, Geraldyna, Jan, Juliusz, Kryspin, Kryspina, Krystyna, Mikołaj, Pelin, Pelina, Pęcisława i Sabbas.
- Haiti – Święto Odkrycia Haiti
- Międzynarodowe
  - Międzynarodowy Dzień Wolontariusza (Międzynarodowy Dzień Wolontariusza Wspierającego Rozwój Gospodarczy i Społeczny, ustanowiony przez Zgromadzenie Ogólne ONZ 17 grudnia 1985)[1]
  - Światowy Dzień Gleby[2] – ustanowiony w 2002 przez Międzynarodową Unię Gleboznawczą (IUSS), zatwierdzony w 2013 r. przez Zgromadzenie Ogólne ONZ; datę 5 grudnia wybrano by uczcić króla Tajlandii Bhumibola Adulyadeja
- Tajlandia:
  - Urodziny Króla
  - Dzień Ojca
- Wspomnienia i święta w Kościele katolickim[3][4]:
  - bł. Filip Rinaldi (generał zakonu salezjanów)
  - św. Jan Almond (prezbiter i męczennik)
  - bł. Narcyz Putz (również 12 czerwca w grupie 108 błogosławionych męczenników)
  - św. Nicecjusz († 561; biskup Trewiru)
  - św. Saba Jerozolimski[5]

## Wydarzenia w Polsce

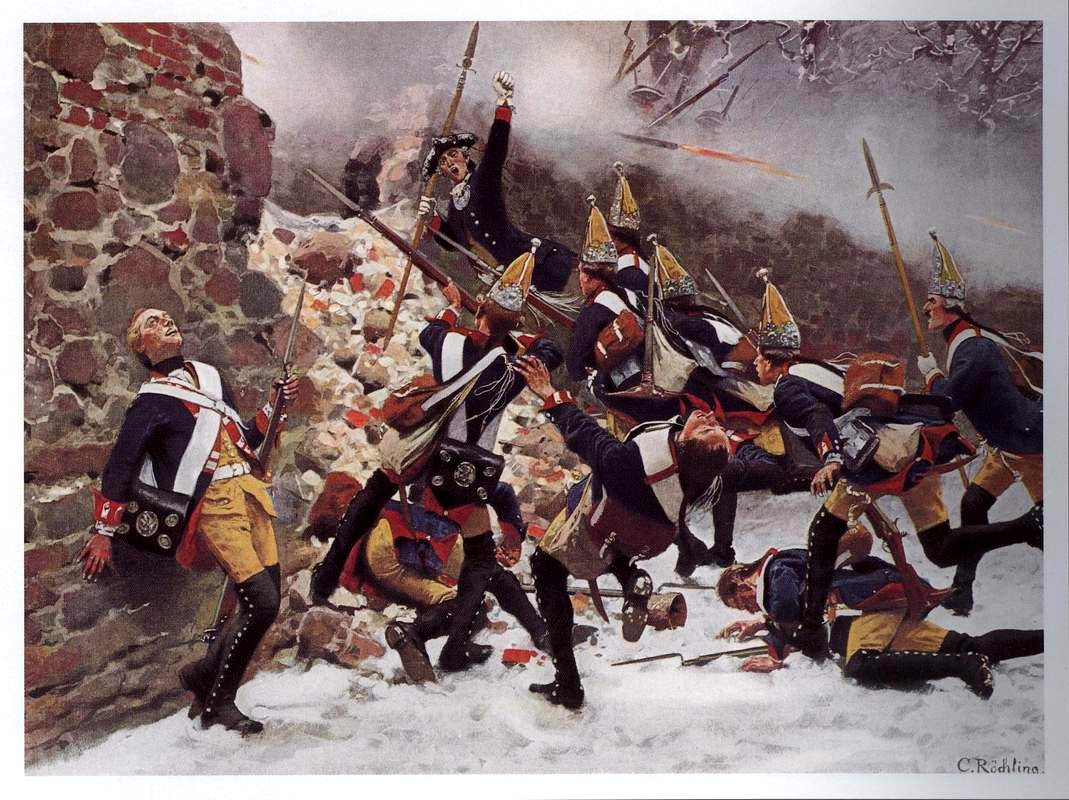
Bitwa pod Lutynią (1757) na obrazie Carla Röchlinga

- 1369 – Papież Urban V legitymizował córki króla Kazimierza III Wielkiego i jego czwartej żony Jadwigi żagańskiej, Annę i Kunegundę, jednak bez prawa do dziedziczenia tronu polskiego.
- 1480 – Założono klasztor bernardynów w Bydgoszczy.
- 1757 – Wojna siedmioletnia: król Prus Fryderyk II Wielki pokonał pod Lutynią (Leuthen) wojska austriackie i zmusił je do ewakuacji ze Śląska.
- 1765 – Pałac Krasińskich w Warszawie został zakupiony z przeznaczeniem na siedzibę Komisji Skarbowej Koronnej.
- 1792 – Gen. Jakob Sievers został mianowany posłem nadzwyczajnym i ministrem pełnomocnym Katarzyny II w Rzeczypospolitej.
- 1806 – Z inicjatywy Józefa Wybickiego powstała w Warszawie Izba Najwyższa Wojenna i Administracji Publicznej.
- 1813 – VI koalicja antyfrancuska: kapitulacja francuskiej załogi pod dowództwem gen. Josepha Barbanègre’a w twierdzy Szczecin.
- 1830 – Gen. Józef Chłopicki został dyktatorem powstania listopadowego.
- 1848 – Władze pruskie zlikwidowały autonomiczne Wielkie Księstwo Poznańskie.
- 1862 – Uruchomiono linię kolejową Kutno-Włocławek-Bydgoszcz Bielawy o długości 154,1 km.
- 1863 – Powstanie styczniowe: zwycięstwo powstańców pod dowództwem płka Karola Kality w bitwie pod Mierzwinem.
- 1892 – W Łodzi została otwarta zwierzęca Lecznica „Pod koniem”.
- 1906 – Założycielka mariawityzmu siostra Feliksa Kozłowska została imiennie ekskomunikowana jako pierwsza kobieta w historii chrześcijaństwa.
- 1909 – Korporacje akademickie Konwent Polonia i Arkonia podpisały kartel wieczysty.
- 1914 – I wojna światowa: po porażce w bitwie pod Łodzią Rosjanie rozpoczęli ewakuację z miasta.
- 1915 – Założono PSL „Wyzwolenie”.
- 1918
  - Wojna polsko-ukraińska: rozpoczęła się bitwa o Chyrów.
  - Utworzono Ministerstwo Sztuki i Kultury.
- 1929 – Powołano Centrolew.
- 1930 – Powstał drugi rząd Walerego Sławka.
- 1938 – W gdańskim porcie, po utracie stateczności podczas załadunku blachy, zatonął masowiec „Tczew”, w wyniku czego zginęło 2 członków załogi.
- 1948:
  - W dodatkowym meczu o mistrzostwo Polski w piłce nożnej Cracovia pokonała Wisłę Kraków 3:1.
  - Zainaugurował działalność teatr w Grudziądzu.
- 1953 – Ppłk MBP Józef Światło wystąpił o azyl polityczny w Berlinie Zachodnim.
- 1954 – Odbyły się wybory do Rad Narodowych.
- 1961 – Premiera filmu psychologicznego Zaduszki w reżyserii Tadeusza Konwickiego.
- 1962 – w Mińsku Mazowieckim w wyniku zderzenia autobusu PKS do Siennicy z pociągiem pośpiesznym relacji Moskwa – Berlin zginęło 9 osób, 20 było rannych, w tym 12 ciężko[6][7].
- 1967 – W telewizyjnej audycji Po szóstej zadebiutowała Grupa Skifflowa No To Co.
- 1968 – Polska ratyfikowała Konwencję o Eliminowaniu Wszystkich Form Dyskryminacji Rasowej.
- 1975:
  - 59 intelektualistów wysłało list do władz przeciwko zmianom w Konstytucji PRL.
  - Oddano do użytku Dworzec Centralny w Warszawie.
- 1982 – Ukazało się pierwsze wydanie tygodnika „Wprost”.
- 1986:
  - Jerzy Bolesławski został prezydentem Warszawy.
  - Premiera filmu animowanego Bolek i Lolek na Dzikim Zachodzie w reżyserii Stanisława Dülza.
- 1992 – Wystartowała pierwsza ogólnopolska telewizja prywatna Polsat.
- 1996 – Sejm RP przyjął ustawę o zawodzie lekarza.
- 1999:
  - Na parkingu hotelowym w Zakopanem został zastrzelony gangster Andrzej Kolikowski ps. „Pershing”.
  - Uruchomiono platformę telewizyjną Cyfrowy Polsat.
- 2001 – Wyższa Szkoła Morska w Gdyni została przekształcona w Akademię Morską.
- 2005 – Przestały obowiązywać międzystrefowe numery kierunkowe.

## Wydarzenia na świecie
- 887 – Uda został cesarzem Japonii.
- 1301 – Papież Bonifacy VIII wydał bullę Ausculta fili carissime, w której zagroził ekskomuniką królowi Francji Filipowi IV Pięknemu, w związku z nałożeniem przez niego podatku na duchownych i przejęcie sądów nad nimi.
- 1349 – Około 500 Żydów oskarżanych o wywołanie epidemii czarnej śmierci zginęło w trwającym do 7 grudnia pogromie w Norymberdze.
- 1360 – Wszedł do obiegu frank francuski.
- 1453 – Wyrokiem wydanym w Wiener Neustadt cesarz Fryderyk III Habsburg potępił Związek Pruski i nakazał jego rozwiązanie pod groźbą surowych represji.
- 1456 – Około 35 tys. osób zginęło w trzęsieniu ziemi w południowych Włoszech.
- 1484 – Papież Innocenty VIII wydał potępiającą czary bullę Summis desiderantes affectibus.
- 1492 – Krzysztof Kolumb dotarł do Haiti.
- 1496 – Król Portugalii Manuel I Szczęśliwy wydał edykt nakazujący opuszczenie kraju wszystkim Żydom, którzy nie przyjmą wiary chrześcijańskiej.
- 1560 – Karol IX Walezjusz został królem Francji.
- 1590 – Kardynał Niccolò Sfondrati został wybrany na papieża i przyjął imię Grzegorz XIV.
- 1602 – We Florencji odbyła się premiera Eurydyki Giulio Cacciniego, jednej z pierwszych zachowanych oper.
- 1749 – W Paryżu odbyła się premiera opery Zoroaster z muzyką Jeana-Philippe’a Rameau i librettem Louisa de Cahuzaca.
- 1766 – W Londynie został założony dom aukcyjny Christie’s.
- 1776 – Założono najstarsze amerykańskie bractwo studenckie Phi Beta Kappa Society.
- 1777 – Papież Pius VI utworzył metropolię morawską ze stolicą w Ołomuńcu.
- 1792 – George Washington został wybrany po raz drugi na urząd prezydenta USA.
- 1793:
  - Ukazało się pierwsze wydanie francuskiej gazety „Le Vieux Cordelier” redagowanej przez Camille’a Desmoulinsa.
  - Zwłoki zmarłego w 1642 roku kardynała Armanda Richelieu zostały sprofanowane przez sankiulotów.
- 1798 – Wojna chłopska w Luksemburgu: decydujące zwycięstwo francuskich wojsk republikańskich nad powstańcami w bitwie pod Hasselt.
- 1813 – Wojna o niepodległość Wenezueli: wojska Simóna Bolívara pokonały Hiszpanów w bitwie pod Araure.
- 1843 – Luis González Bravo został premierem Hiszpanii.
- 1844 – W Lund po raz pierwszy wykonano szwedzki hymn narodowy Du gamla, du fria.
- 1848 – Król Fryderyk Wilhelm IV nadał Prusom nową konstytucję.
- 1861 – John McDouall Stuart i Frederick George Waterhouse wyruszyli na wyprawę, w ramach której jako pierwsi przemierzyli Australię z południa na północ.
- 1865 – Chile i Peru zawarły antyhiszpański sojusz wojenny.
- 1876:
  - Około 300 osób zginęło w pożarze teatru na Brooklynie w Nowym Jorku.
  - Spłonął doszczętnie pałac w Romanowie koło Żytomierza na Ukrainie.
- 1882 – Założono szwedzki klub piłkarski Gefle IF.
- 1892 – John Thompson został premierem Kanady.
- 1894 – Ukończono budowę gmachu Reichstagu w Berlinie.
- 1905 – Henry Campbell-Bannerman został premierem Wielkiej Brytanii.
- 1907 – Brytyjski transatlantyk „Mauretania” zdobył Błękitną Wstęgę Atlantyku.
- 1916:
  - W Wielkiej Brytanii upadł drugi rząd Herberta Henry’ego Asquitha.
  - Zwodowano amerykański niszczyciel USS „Allen”.
- 1917 – W Mińsku rozpoczął obrady I Zjazd Wszechbiałoruski.
- 1918 – Powstała Ruska Ludowa Republika Łemków.
- 1922 – Uchwalono konstytucję Wolnego Państwa Irlandzkiego
- 1929 – Powstała Tadżycka SRR.
- 1931 – W Moskwie wysadzono w powietrze Cerkiew Chrystusa Zbawiciela.
- 1932 – Prezydent Brazylii Getúlio Vargas przywrócił Order Krzyża Południa.
- 1933 – Ratyfikacja 21. poprawki do Konstytucji Stanów Zjednoczonych uchyliła 18. poprawkę, znosząc tym samym prohibicję.
- 1934:
  - Kobiety w Turcji otrzymały czynne i bierne prawa wyborcze.
  - W oazie Ueluel Etiopczycy zastrzelili kilku włoskich żołnierzy, co doprowadziło do tzw. kryzysu abisyńskiego.
- 1936:
  - Uchwalono konstytucję ZSRR, znaną jako „Konstytucja Stalinowska” lub „Konstytucja Zwycięskiego Socjalizmu”.
  - Została rozwiązana Zakaukaska FSRR.
- 1940 – Premiera amerykańsko-brytyjskiego filmu przygodowego Złodziej z Bagdadu w reżyserii Ludwiga Bergera, Michaela Powella i Williama Camerona Menziesa.
- 1941:
  - Front wschodni: w czasie bitwy pod Moskwą rozpoczęła się kontrofensywa zimowa wojsk radzieckich.
  - Wielka Brytania wypowiedziała wojnę Finlandii, Węgrom i Rumunii.
- 1945 – U wybrzeży Florydy zaginęła eskadra 5 amerykańskich samolotów torpedowo-bojowych Grumman TBF Avenger. Zdarzenie to zapoczątkowało powstawanie teorii spiskowych dotyczących Trójkąta Bermudzkiego.
- 1946 – Powstała Koreańska Centralna Agencja Prasowa (KCNA).
- 1952:
  - Nad Londynem utworzył się wielki smog, który spowodował w następnych dniach śmierć 12 tys. osób.
  - W Belgradzie założono Muzeum Nikoli Tesli.
- 1957 – Zwodowano radziecki lodołamacz atomowy „Lenin”.
- 1963 – W Waszyngtonie zebrała się po raz pierwszy komisja Warrena, powołana do zbadania sprawy zabójstwa prezydenta Johna F. Kennedy’ego.
- 1964 – Zakończyła się czterodniowa podróż apostolska papieża Pawła VI do Libanu i Indii.
- 1965:
  - Papież Paweł VI beatyfikował ojca Szarbela Makhloufa.
  - Podczas obrad II soboru watykańskiego zostały odwołane ekskomuniki, którymi w 1054 roku obłożyli się nawzajem dostojnicy Kościołów rzymskiego i konstantynopolitańskiego.
  - Ubiegający się o reelekcję prezydent Charles de Gaulle i socjalista François Mitterrand przeszli do II wyborów prezydenckich we Francji.
  - Zostało ogłoszone orędzie 42 biskupów niemieckich, będące odpowiedzią na orędzie polskich biskupów.
  - W wypadku w pobliżu Japonii(inne języki) zatonął samolot A-4 z bombą termojądrową B43 na pokładzie[8].
- 1967 – Wojna wietnamska: Vietcong dokonał masakry 200–252 mieszkańców wsi Đắk Sơn w prowincji Đắk Lắk w Wietnamie Południowym.
- 1969 – Ukazał się album Let It Bleed grupy The Rolling Stones.
- 1972 – Gough Whitlam został premierem Australii.
- 1973:
  - Premiera dramatu kryminalnego Serpico w reżyserii Sidneya Lumeta.
  - Założono Uniwersytet w Oldenburgu w Dolnej Saksonii.
- 1974 – Na antenie BBC wyemitowano ostatni odcinek Latającego Cyrku Monty Pythona.
- 1976 – We Francji założono Zgromadzenie na rzecz Republiki (RPR).
- 1977 – Egipt zerwał stosunki dyplomatyczne z Algierią, Libią, Syrią, Irakiem i Jemenem Południowym, chcącymi storpedować egipsko-izraelski proces pokojowy.
- 1981 – Chan Sy został premierem Kambodży.
- 1984 – Premiera komedii kryminalnej Gliniarz z Beverly Hills w reżyserii Martina Bresta.
- 1987 – Penaia Ganilau został pierwszym prezydentem Fidżi.
- 1988 – Wystartowała pierwsza norweska telewizja komercyjna TVNorge.
- 1993 – Burmistrz Wiednia Helmut Zilk został ciężko ranny w wyniku wybuchu listu-pułapki.
- 1994 – Zostało podpisane memorandum budapeszteńskie na mocy którego USA, Rosja i Wielka Brytania zobowiązały się do respektowania suwerenności i integralności terytorialnej Ukrainy, a w zamian ta zobowiązała się do przekazania strategicznej broni nuklearnej Rosji i przystąpienia do układu o nierozprzestrzenianiu broni jądrowej.
- 1995:
  - 54 osoby zginęły w katastrofie azerskiego samolotu Tu-134B pod Nachiczewanem.
  - Hiszpan Javier Solana został zaprzysiężony na stanowisku sekretarza generalnego NATO.
- 1996 – Madeleine Albright jako pierwsza kobieta została nominowana na stanowisko sekretarza stanu USA.
- 1997 – Brytyjski obrońca praw zwierząt Barry Horne został skazany na karę 18 lat pozbawienia wolności za wzniecanie pożarów w sklepach futrzarskich w Bristolu.
- 2000 – Został wyniesiony na orbitę izraelski satelita obserwacyjny Eros A.
- 2001 – Rozpoczęła się misja STS-108 wahadłowca Endeavour.
- 2003:
  - 44 osoby zginęły, a 150 zostało rannych w wyniku wybuchu bomby w pociągu na stacji Jessentuki w rosyjskim Kraju Stawropolskim.
  - Otwarto najdłuższy rosyjski kolejowy Tunel Północnomujski.
- 2005 – W Wielkiej Brytanii wszedł w życie Civil Partnership Act i zarejestrowano pierwszy związek osób tej samej płci.
- 2006:
  - Na Fidżi doszło do wojskowego zamachu stanu[9].
  - W berlińskim ogrodzie zoologicznym urodził się niedźwiedź polarny Knut.
  - W Bułgarii wprowadzono nowy układ klawiatury.
- 2007 – 19-letni szaleniec zastrzelił w centrum handlowym w Omaha w stanie Nebraska 8 osób, 6 zranił, po czym popełnił samobójstwo.
- 2008:
  - 29 osób zginęło, a ponad 100 zostało rannych w zamachu bombowym w pakistańskim Peszawarze.
  - Były amerykański futbolista i aktor O.J. Simpson został, za zbrojny napad i porwanie, skazany na karę 33 lat pozbawienia wolności z możliwością warunkowego zwolnienia po odbyciu co najmniej 9 lat orzeczonej kary.
- 2009 – 156 osób zginęło, a 132 odniosły obrażenia w pożarze klubu nocnego w rosyjskim Permie.
- 2010 – 44 osoby zginęły w wyniku trwających od 2 grudnia pożarów lasów w paśmie górskim Góry Karmel w północnym Izraelu.
- 2011 – Ogłoszono odkrycie planety Kepler-22b w gwiazdozbiorze Łabędzia, znajdującej się w ekosferze gwiazdy podobnej do Słońca.
- 2012 – Na Morzu Północnym cypryjski kontenerowiec „Corvus J” zderzył się z płynącym pod banderą Bahamów samochodowcem „Baltic Ace”, który zatonął wraz z 11 spośród 24 członków załogi.
- 2013 – W wyniku ataku islamskich terrorystów na szpital mieszczący się przy kompleksie Ministerstwa Obrony Narodowej w stolicy Jemenu Sanie zginęło 56 osób, a ponad 200 zostało rannych.
- 2014 – Odbyła się pierwsza misja orbitalna bezzałogowej wersji amerykańskiego statku Orion.
- 2015 – W Chimbote w Peru odbyła się beatyfikacja misjonarzy Alessandro Dordiego, Zbigniewa Strzałkowskiego i Michała Tomaszka, zamordowanych w 1991 roku przez członków maoistowskiej organizacji partyzanckiej Świetlisty Szlak.
- 2022 – Rozpoczęto budowę sieci radioteleskopów Square Kilometre Array o łącznej powierzchni 1 km², które mają powstać w Południowej Afryce i Australii.

## Urodzili się
- 1377 – Jianwen, cesarz Chin (zm. 1402)
- 1389 – Zbigniew Oleśnicki, polski duchowny katolicki, biskup krakowski, kardynał (zm. 1455)
- 1443 – Juliusz II, papież (zm. 1513)
- 1530 – Nikolaus Selnecker, niemiecki teolog luterański, autor pieśni religijnych (zm. 1592)
- 1536 – Santi di Tito, włoski malarz, architekt (zm. 1603)
- 1537 – Yoshiaki Ashikaga, japoński siogun (zm. 1597)
- 1539 – Faust Socyn, włoski reformator religijny, teolog, polemista, prozaik, poeta (zm. 1604)
- 1593 – Liboriusz Wagner, niemiecki duchowny katolicki, męczennik, błogosławiony (zm. 1631)
- 1630:
  - Zofia Augusta Holstein-Gottorp, księżna Anhalt-Zerbst (zm. 1680)
  - Jean de Santeul, francuski kanonik, poeta nowołaciński (zm. 1697)
- 1639 – Johann Christoph Pezel, niemiecki muzyk, kompozytor (zm. 1694)
- 1650 – Adriana Spilberg, holendersko-niemiecka malarka (zm. ?)
- 1661 – Robert Harley, angielski arystokrata, polityk (zm. 1724)
- 1666 – Francesco Scarlatti, włoski kompozytor (zm. 1741)
- 1671 – Józef Klemens Wittelsbach, książę bawarski, elektor i arcybiskup Kolonii, biskup Hildesheim, Ratyzbony, Fryzyngi i Liège (zm. 1723)
- 1674 – Iver Rosenkrantz, duński urzędnik, dyplomata, polityk (zm. 1745)
- 1686 – Ludovico Mazzanti, włoski malarz (zm. 1775)
- 1687 – Francesco Geminiani, włoski kompozytor, skrzypek, teoretyk muzyki (zm. 1762)
- 1697 – Giuseppe de Majo, włoski kompozytor (zm. 1771)
- 1712 – Fernando de Sousa e Silva, portugalski duchowny katolicki, patriarcha Lizbony, kardynał (zm. 1786)
- 1726 – Mikołaj Piaskowski, polski szlachcic, polityk (zm. 1803)
- 1730 – José Nicolás de Azara, hiszpański polityk, dyplomata, kolekcjoner dzieł sztuki (zm. 1804)
- 1735 – Hugh Williamson, amerykański lekarz, polityk (zm. 1819)
- 1766 – Teodor Mikołaj Dembowski, polski szlachcic, polityk (zm. 1824)
- 1782 – Martin Van Buren, amerykański prawnik, polityk, sekretarz stanu, wiceprezydent i prezydent USA (zm. 1862)
- 1784 – Antoni Mikołaj Matakiewicz, polski prawnik, filozof, notariusz notariusz, wykładowca akademicki (zm. 1844)
- 1792 – Andrés de Santa Cruz, boliwijski wojskowy, polityk, prezydent Peru i Boliwii (zm. 1865)
- 1803 – Fiodor Tiutczew, rosyjski poeta, dyplomata, nacjonalista, panslawista (zm. 1873)
- 1804:
  - Antonio de Brugada, hiszpański malarz (zm. 1863)
  - Cesare Cantù, włoski pisarz, historyk (zm. 1895)
  - Hermanus Heykamp, holenderski duchowny starokatolicki, biskup Deventer, wikariusz generalny archidiecezji Utrechtu (zm. 1874)
- 1810 – Sisto Riario Sforza, włoski kardynał, teolog, Sługa Boży (zm. 1877)
- 1820 – Afanasij Fet, rosyjski poeta (zm. 1892)
- 1822 – Elizabeth Cary Agassiz, amerykańska przyrodniczka, pionierka edukacji kobiet (zm. 1907)
- 1824 – Vilém Dušan Lambl, czeski lekarz, językoznawca (zm. 1895)
- 1825 – Eugenie Marlitt, niemiecka pisarka (zm. 1887)
- 1828 – Mikołaj Haratym, polski dowódca wojskowy, uczestnik powstania styczniowego, zesłaniec (zm. 1900)
- 1829:
  - Mikołaj Akielewicz, polsko-litewski poeta, tłumacz, wydawca (zm. 1887)
  - Henri-Gustave Joly de Lotbinière, kanadyjski polityk, premier Quebecu (zm. 1908)
- 1830 – Christina Rossetti, brytyjska poetka pochodzenia włoskiego (zm. 1894)
- 1832 – Charles Yriarte, francuski pisarz (zm. 1898)
- 1835 – Hugo Lemcke, niemiecki historyk, nauczyciel (zm. 1925)
- 1836 – Vincenzo Vannutelli, włoski kardynał (zm. 1930)
- 1839 – George Custer, amerykański generał (zm. 1876)
- 1840 – John E. Jones, amerykański polityk (zm. 1896)
- 1841 – Stanisław Brykczyński, polski ziemianin, polityk (zm. 1912)
- 1843 – Wilhelm Łyczkowski, polski generał major w służbie austro-węgierskiej (zm. 1925)
- 1844 – Heinrich Fritsch, niemiecki ginekolog-położnik (zm. 1915)
- 1846 – Pedro Fernández Durán y Bernaldo de Quirós, hiszpański arystokrata, kolekcjoner dzieł sztuki (zm. 1930)
- 1849:
  - Rafael Reyes, kolumbijski generał, dyplomata, polityk, prezydent Kolumbii (zm. 1921)
  - Eduard Seler, niemiecki amerykanista, paleontolog (zm. 1922)
  - Kazimierz Zalewski, polski dramaturg, tłumacz, publicysta (zm. 1919)
- 1851 – Lajos Petrik, węgierski taternik, fotograf, chemik (zm. 1932)
- 1852 – Jan Pindór, polski pastor, działacz narodowy, tłumacz (zm. 1924)
- 1855 – Clinton Hart Merriam, amerykański zoolog, ornitolog, entomolog, etnograf (zm. 1942)
- 1858:
  - Karel Kuffner, czeski psychiatra (zm. 1940)
  - Yūjirō Motora, japoński psycholog (zm. 1912)
- 1859 – John Jellicoe, brytyjski admirał (zm. 1935)
- 1860 – Hugo Gaudig, niemiecki pedagog, reformator szkolnictwa (zm. 1923)
- 1861:
  - Armando Diaz, włoski dowódca wojskowy, marszałek, polityk (zm. 1928)
  - Konstantin Korowin, rosyjski malarz (zm. 1939)
- 1863:
  - Paul Painlevé, francuski matematyk, polityk, premier Francji (zm. 1933)
  - Marian Wawrzeniecki, polski malarz, archeolog, etnograf (zm. 1943)
- 1864:
  - Wincenty Arnold, polski biochemik (zm. 1942)
  - Róża od Matki Bożej Dobrej Rady Pedret Rull, hiszpańska karmelitanka miłosierdzia, męczennica, błogosławiona (zm. 1936)
- 1867:
  - Antti Aarne, fiński folklorysta (zm. 1925)
  - Józef Piłsudski, polski działacz niepodległościowy, wojskowy, polityk, marszałek Polski, Naczelnik Państwa, minister spraw wojskowych, premier RP (zm. 1935)
- 1868 – Arnold Sommerfeld, niemiecki fizyk (zm. 1951)
- 1870 – Vítězslav Novák, czeski kompozytor (zm. 1949)
- 1872 – Wincenty Styczyński, polski lekarz, polityk, działacz społeczny na Górnym Śląsku (zm. 1922)
- 1875 – Michał Milewski, polski generał brygady (zm. 1935)
- 1879 – Clyde Cessna, amerykański producent samolotów (zm. 1954)
- 1880 – André Heuzé, francuski reżyser i scenarzysta filmowy (zm. 1942)
- 1882 – William Greggan, brytyjski przeciągacz liny (zm. 1976)
- 1883 – Saba Reyes Salazar, meksykański duchowny katolicki, męczennik, święty (zm. 1927)
- 1884 – Charles Russell, australijski rugbysta (zm. 1957)
- 1885:
  - Louise Bryant, amerykańska dziennikarka, pisarka (zm. 1936)
  - Kazimierz Bukraba, polski duchowny katolicki, biskup piński (zm. 1946)
  - Andrej Kavuljak, słowacki leśnik, historyk (zm. 1952)
- 1886:
  - Henryk Hescheles, polski dziennikarz, pisarz, tłumacz, krytyk literacki i teatralny pochodzenia żydowskiego (zm. 1941)
  - Rose Wilder Lane, amerykańska pisarka, dziennikarka (zm. 1968)
  - Karol Mikołaj Radziwiłł, polski ziemianin, major (zm. 1968)
- 1887:
  - Celia Dropkin, żydowska poetka, pisarka (zm. 1956)
  - Stanisław Szeligowski, polski astronom (zm. 1966)
- 1889:
  - Damia, francuska aktorka, piosenkarka (zm. 1978)
  - Bożena Stelmachowska, polska etnograf (zm. 1956)
- 1890 – Fritz Lang, niemiecki aktor, reżyser, scenarzysta i producent filmowy pochodzenia austriackiego (zm. 1976)
- 1891 – Aleksandr Rodczenko, rosyjski malarz, rzeźbiarz, plakacista, ilustrator, projektant mebli (zm. 1956)
- 1892 – Julian Kulski, polski polityk, prezydent Warszawy (zm. 1976)
- 1893 – Szczepan Łazarkiewicz, polski konstruktor, wynalazca (zm. 1966)
- 1894 – Charles Robberts Swart, południowoafrykański polityk, prezydent RPA (zm. 1982)
- 1895:
  - Elbert Frank Cox, amerykański matematyk, wykładowca akademicki (zm. 1969)
  - Carl Wentzel, niemiecki żeglarz sportowy (zm. 1952)
- 1896:
  - Carl Ferdinand Cori, amerykański biochemik, laureat Nagrody Nobla pochodzenia czeskiego (zm. 1984)
  - Stuart Heisler, amerykański reżyser filmowy (zm. 1979)
- 1897:
  - Nunnally Johnson, amerykański reżyser filmowy (zm. 1977)
  - Gershom Scholem, izraelski filozof, wykładowca akademicki (zm. 1982)
- 1898 – Grace Moore, amerykańska aktorka, śpiewaczka operowa (zm. 1947)
- 1899:
  - Sonny Boy Williamson II, amerykański muzyk bluesowy (zm. 1965)
  - Bolesław Woytowicz, polski pianista, kompozytor, pedagog (zm. 1980)
- 1900:
  - Pat Driscoll, brytyjski kierowca wyścigowy (zm. 1983)
  - Józef Gierszewski, polski porucznik rezerwy, uczestnik podziemia antyhitlerowskiego (zm. 1943)
  - Einar Persson, szwedzki piłkarz (zm. 1973)
  - Sabina Sebyłowa, polska pisarka (zm. 1980)
  - Antoni Słomkowski, polski duchowny katolicki, teolog (zm. 1982)
- 1901:
  - Walt Disney, amerykański producent filmowy (zm. 1966)
  - Werner Heisenberg, niemiecki fizyk, laureat Nagrody Nobla (zm. 1976)
  - Hanns Jelinek, austriacki kompozytor i teoretyk muzyki (zm. 1969)
  - Jakub Mowszowicz, polski botanik, wykładowca akademicki (zm. 1983)
- 1902 – Strom Thurmond, amerykański polityk, senator (zm. 2003)
- 1903:
  - Johannes Heesters, holenderski aktor, piosenkarz (zm. 2011)
  - Cyril Jackson, astronom południowoafrykański (zm. 1988)
  - Cecil Frank Powell, brytyjski fizyk, laureat Nagrody Nobla (zm. 1969)
- 1904:
  - Pierre Chenal, francuski reżyser filmowy (zm. 1990)
  - Salvatore Tripoli, amerykański bokser pochodzenia włoskiego (zm. 1990)
- 1905:
  - Nikola Babić, chorwacki piłkarz (zm. 1974)
  - Adam Kossowski, polski malarz, rzeźbiarz (zm. 1986)
  - Frank Pakenham, brytyjski arystokrata, polityk (zm. 2001)
  - Otto Preminger, amerykański aktor, reżyser filmowy pochodzenia austriackiego (zm. 1986)
- 1907:
  - William Barclay, szkocki duchowny Kościoła Szkocji, teolog, pisarz religijny, prezenter radiowy i telewizyjny (zm. 1978)
  - Alina Centkiewicz, polska pisarka (zm. 1993)
  - Lin Biao, chiński dowódca wojskowy, rewolucjonista, polityk (zm. 1971)
- 1908 – Louis Versijp, belgijski piłkarz, trener (zm. 1988)
- 1909:
  - František Kafka, czeski prawnik, adwokat, pisarz pochodzenia żydowskiego (zm. 1991)
  - Mark Najmark, radziecki matematyk pochodzenia żydowskiego (zm. 1978)
  - Max Sachsenheimer, niemiecki generał major (zm. 1973)
- 1910:
  - Pierre Maillard-Verger, francuski pianista, kompozytor (zm. 1968)
  - Paweł Moskwa, polski poeta, rysownik, dziennikarz, major obserwator (zm. 1987)
  - Szymon Piasecki, polski malarz pochodzenia żydowskiego (zm. ?)
  - Abraham Polonsky, amerykański scenarzysta i reżyser filmowy, pisarz pochodzenia żydowskiego (zm. 1999)
  - Elio Ragni, włoski lekkoatleta, sprinter (zm. 1998)
  - Resia Schor, amerykańska malarka pochodzenia żydowskiego (zm. 2006)
- 1911:
  - Władimir Konowałow, radziecki kontradmirał, podwodniak (zm. 1967)
  - Alfred Manessier, francuski malarz, abstrakcjonista, projektant witraży i gobelinów (zm. 1993)
  - Carlos Marighella, brazylijski pisarz, marksista, rewolucjonista (zm. 1969)
  - Bertold Spuler, niemiecki historyk, orientalista (zm. 1990)
  - Władysław Szpilman, polski kompozytor, pianista, aranżer pochodzenia żydowskiego (zm. 2000)
- 1912:
  - Senetta Joseftal, izraelska prawniczka, ekonomistka, polityk (zm. 2007)
  - Keisuke Kinoshita, japoński reżyser filmowy (zm. 1998)
  - Josef Velker, jugosłowiański piłkarz pochodzenia niemieckiego (zm. 1995)
- 1913:
  - Piotr Agiejew, radziecki kapitan pilot, as myśliwski (zm. 1947)
  - Wanda Karczewska, polska pisarka, poetka, dramaturg, tłumaczka, krytyk teatralna (zm. 1995)
- 1914:
  - Lina Bo Bardi, włosko-brazylijska architekt (zm. 1992)
  - Stanisław Dygat, polski prozaik, dramaturg, felietonista, scenarzysta filmowy (zm. 1978)
  - Hans Hellmut Kirst, niemiecki pisarz (zm. 1989)
  - André-Armand Legrand, francuski pilot wojskowy, as myśliwski (zm. 2003)
- 1916:
  - Alojzy Fros, polski księgowy, żołnierz AK (zm. 2018)
  - Hilary Koprowski, polski biolog, wirusolog (zm. 2013)
  - Nikołaj Wasiljew, radziecki polityk (zm. 2011)
- 1917:
  - Ken Downing, brytyjski kierowca wyścigowy (zm. 2004)
  - Wenche Foss, norweska aktorka (zm. 2011)
- 1918:
  - Jerzy Hajdukiewicz, polski lekarz, wspinacz, działacz turystyczny (zm. 1989)
  - Rafael Termes, hiszpański ekonomista (zm. 2005)
- 1919:
  - Józef Antoni Czopnik, polski aktor lalkowy (zm. 1979)
  - Dalmacio Langarica, hiszpański kolarz torowy (zm. 1985)
  - Hennes Weisweiler, niemiecki piłkarz, trener (zm. 1983)
- 1920:
  - Jacques de Chalendar, francuski prawnik (zm. 2015)
  - Christian de La Malène, francuski samorządowiec, polityk (zm. 2007)
  - Luis Volpi, urugwajski piłkarz
- 1921:
  - Felix Endrich, szwajcarski bobsleista (zm. 1953)
  - Marian Łącz, polski piłkarz, aktor (zm. 1984)
- 1922:
  - Wacław Jagas, polski generał dywizji (zm. 2018)
  - Marian Michniewicz, polski biolog, fizjolog roślin (zm. 2008)
- 1923:
  - Jacques Dupuis, belgijski jezuita, teolog (zm. 2004)
  - Čestmír Řanda, czeski aktor, reżyser teatralny (zm. 1986)
  - Władimir Tiendriakow, rosyjski pisarz (zm. 1984)
- 1924:
  - Władimir Dołgich, rosyjski inżynier metalurg, polityk (zm. 2020)
  - Józef Nyka, polski alpinista, taternik, autor przewodników turystycznych (zm. 2021)
- 1925:
  - Anastasio Somoza Debayle, nikaraguański polityk, prezydent Nikaragui (zm. 1980)
  - Anna Świderkówna, polska filolog klasyczna, papirolog, biblistka, tłumacz (zm. 2008)
- 1926:
  - Walentina Cariowa, rosyjska biegaczka narciarska (zm. 2015)
  - Leonard Faulkner, australijski duchowny katolicki, arcybiskup Adelaide (zm. 2018)
  - Emil Kiszka, polski lekkoatleta, sprinter (zm. 2007)
- 1927:
  - Bhumibol Adulyadej, król Tajlandii (zm. 2016)
  - Adam Bidziński, polski generał brygady pilot (zm. 1995)
  - Óscar Míguez, urugwajski piłkarz (zm. 2006)
  - Shōji Nishio, japoński mistrz sztuk walki (zm. 2005)
  - Erich Probst, urugwajski piłkarz, trener (zm. 1988)
- 1928:
  - Barbara Krafftówna, polska aktorka, artystka kabaretowa (zm. 2022)
  - Gonzalo Parra-Aranguren, wenezuelski prawnik, sędzia Międzynarodowego Trybunału Sprawiedliwości (zm. 2016)
  - Aniela Wocławek, polska piłkarka ręczna (zm. 2019)
- 1929:
  - Stanisław Bareja, polski aktor, scenarzysta i reżyser filmowy (zm. 1987)
  - Andrzej Falkiewicz, polski prozaik, eseista, krytyk teatralny (zm. 2010)
  - Madis Kõiv, estoński fizyk, pisarz (zm. 2014)
- 1930:
  - Ginter Gawlik, polski piłkarz (zm. 2005)
  - Władysław Loranc, polski dziennikarz, polityk, minister-kierownik Urzędu do Spraw Wyznań (zm. 2022)
  - Brian Tobin, australijski tenisista, działacz sportowy, przewodniczący Międzynarodowej Federacji Tenisowej (ITF) (zm. 2024)
- 1931:
  - Giovanni Battista Rabino, włoski polityk (zm. 2020)
  - Ramolo Guerrieri, włoski reżyser i scenarzysta filmowy
  - Kyōko Kagawa, japońska aktorka
  - Andrzej Kobyliński, polski jeździec sportowy, trener (zm. 1990)
  - Ladislav Novák, czeski piłkarz, trener (zm. 2011)
- 1932:
  - Fazu Alijewa, dagestańska pisarka (zm. 2016)
  - Sheldon Lee Glashow, amerykański fizyk, laureat Nagrody Nobla
  - Nadira, indyjska aktorka (zm. 2006)
  - Little Richard, amerykański piosenkarz, pianista (zm. 2020)
- 1933:
  - Edward Daly, irlandzki duchowny katolicki, biskup Derry (zm. 2016)
  - Jan Ząbczyński, polski piłkarz (zm. 2016)
- 1934:
  - Art Davis, amerykański basista jazzowy (zm. 2007)
  - Joan Didion, amerykańska dziennikarka, pisarka (zm. 2021)
  - Alicja Lenczewska, polska mistyczka, nauczycielka (zm. 2012)
  - Franciszek Surmiński, polski kolarz szosowy i przełajowy, trener (zm. 2021)
- 1935:
  - Andriej Abramow, rosyjski bokser (zm. 1994)
  - Marise Chamberlain, nowozelandzka lekkoatletka, biegaczka średniodystansowa (zm. 2024)
  - John Favalora, amerykański duchowny katolicki, arcybiskup metropolita Miami
  - Faslli Haliti, albański poeta, tłumacz, malarz (zm. 2020)
  - Elżbieta Wężyk, polska koszykarka
  - Jurij Własow, rosyjski sztangista (zm. 2021)
- 1936:
  - James Lee Burke, amerykański pisarz
  - Danuta Iwanow, polska koszykarka
  - Remigiusz Napiórkowski, polski pisarz, reportażysta
  - Lewis Nkosi, południowoafrykański pisarz (zm. 2010)
  - Frangiskos Papamanolis, grecki duchowny katolicki, kapucyn, biskup sirosko-meloski i santoryński (zm. 2023)
- 1937 – Guy Thomazeau, francuski duchowny katolicki, arcybiskup Montpellier
- 1938:
  - Alois Brandstetter(inne języki), austriacki pisarz
  - J.J. Cale, amerykański wokalista, gitarzysta, kompozytor (zm. 2013)
  - Giennadij Sapunow, rosyjski zapaśnik (zm. 2023)
  - Heidi Schmid, niemiecka florecistka
  - Jacek Waltoś, polski malarz, grafik, rzeźbiarz
- 1939:
  - Ricardo Bofill, kataloński architekt (zm. 2022)
  - Konstandinos Drutsas, grecki inżynier, polityk
  - Reino Paasilinna, fiński dziennikarz, polityk, eurodeputowany (zm. 2022)
  - Rimvydas Survila, litewski inżynier, zootechnik, polityk
- 1940:
  - Bogusław Hładoń, polski farmaceuta (zm. 2012)
  - Boris Ignatjew, rosyjski piłkarz, trener
  - Albert Vanbuel, belgijski duchowny katolicki, emerytowany biskup diecezji Kaga-Bandoro, salezjanin
- 1941:
  - Péter Balázs, węgierski polityk
  - Håkon Øverby, norweski zapaśnik (zm. 2021)
  - Jan Pieniądz, polski nauczyciel, polityk, poseł na Sejm RP (zm. 2018)
- 1942:
  - Jerzy Kowalczyk, polski fizyk, działacz opozycji antykomunistycznej, zamachowiec (zm. 2017)
  - Munyoro Nyamau, kenijski lekkoatleta, sprinter
  - Daniel Revenu, francuski florecista (zm. 2024)
- 1943:
  - Claes Källén, szwedzki curler
  - Bruno Monsaingeon, francuski skrzypek, reżyser
  - Andrew Yeom Soo-jung, koreański duchowny katolicki, kardynał, arcybiskup Seulu
- 1944:
  - Hideyuki Ashihara, japoński karateka (zm. 1995)
  - Jeroen Krabbé, holenderski aktor, reżyser filmowy
  - Ewa Kruk, polska reżyserka filmów fabularnych i dokumentalnych (zm. 2005)
  - José Vilaplana Blasco, hiszpański duchowny katolicki, biskup Huelvy
- 1945:
  - Adam Jamróz, polski prawnik, politolog, nauczyciel akademicki, senator RP, sędzia Trybunału Konstytucyjnego
  - Mosze Kacaw, izraelski polityk, prezydent Izraela
- 1946:
  - John Baptist Bashobora, ugandyjski charyzmatyk, teolog
  - José Carreras, hiszpański śpiewak operowy (tenor)
  - Mikołaj Grabowski, polski aktor, reżyser teatralny
  - Zdzisław Kamiński, polski ekonomista, dziennikarz, popularyzator nauki (zm. 1989)
  - Tadeusz Sławek, polski poeta, literaturoznawca, tłumacz
  - Eva-Britt Svensson, szwedzka polityk
- 1947:
  - Bruce Golding, jamajski polityk, premier Jamajki
  - Dżügderdemidijn Gürragczaa, mongolski generał-major lotnictwa, kosmonauta
  - Endre Kelemen, węgierski lekkoatleta, skoczek wzwyż
  - Stanisław Krysiński, polski generał dywizji
  - Walerij Lichaczow, rosyjski kolarz szosowy
  - Aleś Razanau, białoruski poeta (zm. 2021)
  - Irena Szewczyk, polska aktorka
  - Henryk Tacik, polski generał broni, dowódca operacyjny Sił Zbrojnych RP (zm. 2020)
- 1948:
  - Janina Bany-Kozłowska, polska artystka-ceramik
  - Igor Galo, serbski aktor
  - Andrzej Łuczak, polski matematyk, szachista
- 1949:
  - John Altman, brytyjski kompozytor muzyki filmowej, dyrygent, aranżer
  - Ray Comfort, amerykański pastor, ewangelista, apologeta pochodzenia nowozelandzkiego
  - Kurt Fleckenstein, niemiecki architekt krajobrazu
  - Bruce Melnick, amerykański pilot wojskowy, astronauta
  - Władimir Szczerbakow, rosyjski polityk
- 1950:
  - Camarón de la Isla, hiszpański śpiewak flamenco pochodzenia romskiego (zm. 1992)
  - Wiesław Klisiewicz, polski inżynier, polityk, poseł na Sejm RP
  - Oswaldo de Oliveira, brazylijski trener piłkarski
  - Tatjana Worochobko, rosyjska lekkoatletka, wieloboistka
- 1951:
  - Herman Ardiansyah, indonezyjski szachista
  - Morgan Brittany, amerykańska aktorka
  - Marek Mrówczyński, polski specjalista ochrony roślin, profesor nauk rolniczych
  - Larry Zbyszko, amerykański wrestler, komentator telewizyjny, pisarz
- 1952:
  - Stanisław Biniak, polski chemik, wykładowca akademicki
  - Robert C. Martin, amerykański programista
  - Stojan Stalew, bułgarski prawnik, wykładowca akademicki, polityk, dyplomata
- 1953:
  - Jacek Kałucki, polski aktor, reżyser, felietonista, kabareciarz
  - Anabela Rodrigues, portugalska prawnik, polityk
- 1954:
  - Hanif Kureishi, brytyjski prozaik, dramaturg, reżyser i scenarzysta filmowy pochodzenia pakistańskiego
  - Bruno Minniti, włoski aktor
  - Eugeniusz Misiło, polski historyk
  - Boro Primorac, bośniacki piłkarz, trener
  - Andrzej Wypych, polski duchowny katolicki, biskup pomocniczy Chicago
- 1955:
  - Wiesław Byczkowski, polski prawnik, samorządowiec, wicemarszałek województwa pomorskiego
  - Bronisława Kowalska, polska nauczycielka, polityk, poseł na Sejm RP, eurodeputowana (zm. 2020)
  - Juha Tiainen, fiński lekkoatleta, młociarz (zm. 2003)
- 1956:
  - Klaus Allofs, niemiecki piłkarz, trener
  - Rosalía Arteaga, ekwadorska pisarka, adwokat, polityk, p.o. prezydenta Ekwadoru
  - Patricia Davies, zimbabwejska hokeistka na trawie
  - Ron Henley, amerykański szachista
  - Jelena Kazancewa, białoruska pieśniarka, kompozytorka, poetka
  - Butch Lee, portorykański koszykarz
  - Krystian Zimerman, polski pianista, dyrygent
- 1957:
  - Antônio Carlos Félix, brazylijski duchowny katolicki, biskup Governador Valadares
  - Patriz Ilg, niemiecki lekkoatleta, długodystansowiec
  - Tadeusz Pawlus, polski lekarz, polityk, poseł na Sejm RP (zm. 2015)
  - Dariusz Pietrykowski, polski producent filmowy
  - Preç Zogaj, albański poeta, prozaik, polityk
- 1958:
  - Carlos Orlando Caballero, honduraski piłkarz, trener
  - Irena Pospiszyl, polska pedagog resocjalizacyjna, patolog społeczny
- 1959 – Ołeksandr Jarosławski, ukraiński przedsiębiorca, działacz piłkarski
- 1960:
  - Peter Baldacchino, amerykański duchowny katolicki, biskup Las Cruces pochodzenia maltańskiego
  - Günter Hermann, niemiecki piłkarz
  - Tomasz Kordeusz, polski piosenkarz, autor tekstów, kompozytor
  - Bogdan Kuliga, polski strażak, nadbrygadier
  - Paul Abel Mamba, senegalski duchowny katolicki, biskup Ziguinchor
  - Crispin Varquez, filipiński duchowny katolicki, biskup Borongan
- 1961:
  - Ralf Dujmovits, niemiecki himalaista
  - Anthony Lovrich, australijski wioślarz
  - Artur Łącki, polski przedsiębiorca, samorządowiec, polityk, poseł na Sejm RP
  - Rupert Matthews, brytyjski pisarz, wydawca, polityk
- 1962:
  - José Cura, argentyński śpiewak operowy (tenor), dyrygent, reżyser, scenarzysta
  - Aleksandra Dzierzkowska, polska wioślarka
  - Antonín Kasper, czeski żużlowiec (zm. 2006)
  - Edi Orioli, włoski kierowca rajdowy
  - Fred Rutten, holenderski piłkarz, trener
- 1963:
  - Eddie Edwards, brytyjski skoczek narciarski
  - Małgorzata Lipska, polska hokeistka na trawie
  - Sławomir Matusz, polski poeta, krytyk literacki, dziennikarz
  - Alberto Nisman, argentyński prawnik, prokurator federalny (zm. 2015)
- 1964:
  - Pablo Morales, amerykański pływak pochodzenia meksykańskiego
  - Oscar Ngoy, kongijski duchowny katolicki, biskup Kongolo
  - Marcin Pałys, polski chemik, wykładowca akademicki
  - Martin Vinnicombe, australijski kolarz torowy
- 1965:
  - Carlton Palmer, angielski piłkarz, trener
  - Johnny Rzeznik, amerykański gitarzysta, wokalista, autor tekstów, kompozytor, producent muzyczny, członek zespołu Goo Goo Dolls pochodzenia polskiego
  - Walerij Spicyn, rosyjski lekkoatleta, chodziarz
- 1966:
  - Oscar Cantú, amerykański duchowny katolicki, biskup Las Cruces pochodzenia meksykańskiego
  - Patricia Kaas, francuska piosenkarka, autorka tekstów
  - Patrick Ouchène, belgijski wokalista, gitarzysta, członek zespołów The Domino’s i Runnin’ Wild
  - Paul Ritter, brytyjski aktor (zm. 2021)
  - Van Williams, amerykański perkusista, członek zespołów: Nevermore, Armageddon i Ashes of Ares
- 1967:
  - Dariusz Daszkiewicz, polski siatkarz, trener
  - Juan Carlos Fresnadillo, hiszpański reżyser, scenarzysta i producent filmowy
  - Luc Jacquet, francuski biolog, reżyser, scenarzysta i operator filmowy
  - Knez, czarnogórski piosenkarz
  - Amanda Lepore, amerykańska piosenkarka, aktorka, modelka
  - Frank Luck, niemiecki biathlonista
  - Viesturs Meijers, łotewski szachista (zm. 2024)
  - Bogdan Stelea, rumuński piłkarz, bramkarz, trener
  - Krisztina Tóth, węgierska pisarka
- 1968:
  - Margaret Cho, amerykańska aktorka, projektantka mody pochodzenia koreańskiego
  - Nick Dasovic, kanadyjski piłkarz, trener pochodzenia chorwackiego
  - Vesa Hakala, fiński skoczek narciarski
  - Lisa Marie, amerykańska aktorka, modelka
  - John Lundberg, brytyjski artysta, producent filmów dokumentalnych
  - Jan Pisuliński, polski historyk, wykładowca akademicki
  - José Luis Sierra, chilijski piłkarz, trener pochodzenia hiszpańskiego
- 1969:
  - David Billabona, hiszpański piłkarz
  - Eric Etebari, irańsko-amerykański aktor, model, muzyk
  - Sajid Javid, brytyjski polityk pochodzenia pakistańskiego
  - Dean Računica, chorwacki piłkarz, trener
  - Ramón Ramírez, meksykański piłkarz
  - Lynne Ramsay, szkocka reżyserka, scenarzystka i producentka filmowa
  - Wojciech Skurkiewicz, polski dziennikarz, polityk, senator i poseł na Sejm RP
  - Jennifer Laura Thompson, amerykańska aktorka
- 1970:
  - Jordi Gené, hiszpański kierowca wyścigowy
  - Dorota Gruca, polska lekkoatletka, biegaczka długodystansowa
  - Tim Hetherington, brytyjski fotoreporter (zm. 2011)
  - Elijah Litana, zambijski piłkarz
  - Olivier Moncelet, francuski wioślarz
  - Harutjun Wardanjan, ormiański piłkarz
- 1971:
  - Karl-Theodor zu Guttenberg, niemiecki prawnik, polityk
  - Ashia Hansen, brytyjska lekkoatletka, trójskoczkini
  - Katarzyna Wojsz, polska dialogistka
  - Vilayət Ağayev, azerski zapaśnik
- 1972:
  - Þórhallur Dan Jóhannsson, islandzki piłkarz
  - Agnieszka Greinert, polska aktorka
  - Boris Kudlička, słowacki scenograf, architekt, projektant
  - Anders Morgenthaler, duński autor komiksów, książek dla dzieci, reżyser filmowy
  - Duane Ross, amerykański lekkoatleta, płotkarz
  - Linus Sandgren, szwedzki operator filmowy
  - Ovidiu Stîngă, rumuński piłkarz, trener
- 1973:
  - Patricio Borghetti, argentyński aktor, piosenkarz, model
  - Krystyna Dąbrowska, polska szachistka
  - Shalom Harlow, kanadyjska aktorka, modelka
  - Mikelangelo Loconte, włoski wokalista, autor tekstów, kompozytor, aktor
  - Luboš Motl, czeski fizyk teoretyczny, bloger
- 1974:
  - Daniel Bergstrand, szwedzki muzyk, kompozytor, aranżer, producent muzyczny, realizator i inżynier dźwięku
  - Christelle Daunay, francuska lekkoatletka, biegaczka długodystansowa
  - Brian Lewis, amerykański lekkoatleta, sprinter
  - Diego Romero, argentyński i włoski żeglarz sportowy
  - Elbrus Tedejew, ukraiński zapaśnik, działacz sportowy, polityk
- 1975:
  - Felix Aboagye, ghański piłkarz
  - Ismail Ertug, niemiecki samorządowiec, polityk pochodzenia tureckiego
  - Adam Kępiński, polski przedsiębiorca, polityk, poseł na Sejm RP
  - Aleksander Knavs, słoweński piłkarz
  - Jaroslav Kudrna, czeski hokeista
  - Sofi Marinowa, bułgarska piosenkarka pochodzenia romskiego
  - Masumi Ono, japońska lekkoatletka, tyczkarka
  - Ronnie O’Sullivan, brytyjski snookerzysta
  - Paula Patton, amerykańska aktorka
- 1976:
  - Amy Acker, amerykańska aktorka
  - Marta Gryniewicz, polska fotograf, fotosistka filmowa, scenografka
  - Rachel Komisarz, amerykańska pływaczka
  - Athiel Mbaha, namibijski piłkarz, bramkarz
  - Ireneusz Miczka, polski śpiewak operowy (baryton)
  - Alisa Mizuki, japońska aktorka, piosenkarka, modelka
- 1977:
  - Oliver Vidin, serbski trener koszykówki
  - Jóhann Birnir Guðmundsson, islandzki piłkarz
  - Paddy Kelly, amerykański piosenkarz pochodzenia irlandzkiego
  - Rudolf Kraj, czeski bokser
  - Alim Qurbanov, azerski piłkarz
  - Dawid Rewiwo, izraelski piłkarz
  - Armando Riesco, portorykański aktor
  - Jaser Salem Ali, emiracki piłkarz
  - Maks Szczur, białoruski poeta, eseista, tłumacz
- 1978:
  - Emiliano Ceccatelli, włoski wioślarz
  - Agnieszka Czepukojć, polska judoczka
  - María Guardiola, hiszpańska działaczka, samorządowiec, prezydent Estremadury
  - Peter Hlinka, słowacki piłkarz
  - David Hodges, amerykański muzyk, wokalista, członek zespołów Evanescence i The Age of Information
  - Olli Jokinen, fiński hokeista
  - Tatiana Kononenko, ukraińska szachistka
  - Mariano Martínez, argentyński aktor, model
  - Szymon Pawłowski, polski ekonomista, polityk, poseł na Sejm RP
  - Irina Tiebienichina, rosyjska siatkarka
  - Marcelo Zalayeta, urugwajski piłkarz
- 1979:
  - Michael Gruber, austriacki kombinator norweski
  - Rustam Kasimdżanow, uzbecki szachista
  - Nick Stahl, amerykański aktor
  - Andrzej Wójs, polski kajakarz górski
- 1980:
  - Ekrem Dağ, austriacki piłkarz pochodzenia tureckiego
  - Tamara Feldman, amerykańska aktorka pochodzenia indiańsko-meksykańskiego
  - Javier Gandolfi, meksykański piłkarz pochodzenia włoskiego
  - Cherry Healey, brytyjska dziennikarka i prezenterka telewizyjna
  - Gülden Kuzubaşıoğlu, turecka siatkarka
  - Dawn Landes, amerykańska piosenkarka, autorka piosenek
  - Ibrahim Maalouf, libański trębacz jazzowy, kompozytor, aranżer
  - Fabrizio del Monte, włoski kierowca wyścigowy
  - Jessica Paré, kanadyjska aktorka, piosenkarka
- 1981:
  - Gamal Hamza, egipski piłkarz
  - Leo Kurauzvione, zimbabwejski piłkarz
  - Joanna Staniucha-Szczurek, polska siatkarka
- 1982:
  - Eddy Curry, amerykański koszykarz
  - Keri Hilson, amerykańska piosenkarka, autorka tekstów
  - Mia Jerkov, chorwacka siatkarka
  - Agnieszka Matras-Clement, polska szachistka
  - Ján Mucha, słowacki piłkarz, bramkarz
- 1983:
  - Dmytro Hraczow, ukraiński łucznik sportowy
  - Foued Kadir, algierski piłkarz
  - Miroslav Kopřiva, czeski hokeista, bramkarz
  - Joakim Lindström, szwedzki hokeista
  - Ville Nousiainen, fiński biegacz narciarski
  - Annamay Pierce, kanadyjska pływaczka
  - Bernard Sulzberger, australijski kolarz szosowy
- 1984:
  - Faouzi Chaouchi, algierski piłkarz, bramkarz
  - Cephas Chimedza, zimbabweński piłkarz
  - Abdelkader Ghezzal, algierski piłkarz
  - Yūsuke Kondō, japoński piłkarz
  - Lauren London, amerykańska aktorka
  - Natalia Małaszewska, polska koszykarka
  - Roko Ukić, chorwacki koszykarz
  - Edward Zenteno, boliwijski piłkarz
- 1985:
  - Cyrielle Convert, francuska kolarka BMX
  - André-Pierre Gignac, francuski piłkarz
  - Jürgen Gjasula, niemiecki piłkarz pochodzenia albańskiego
  - Gianni Meersman, belgijski kolarz szosowy
  - Frankie Muniz, amerykański aktor
  - Reuben Ross, kanadyjski skoczek do wody
  - Josh Smith, amerykański koszykarz
  - Mariana Torres, meksykańska aktorka
  - Nico Verdonck, belgijski kierowca wyścigowy
  - Tiemo Wölken, niemiecki prawnik, polityk, eurodeputowany
- 1986:
  - James Hinchcliffe, kanadyjski kierowca wyścigowy
  - Cathrine Larsåsen, norweska lekkoatletka, tyczkarka
  - Maxime Marotte, francuski kolarz górski
  - Zbigniew Pakleza, polski szachista
  - Aleksandr Rumiancew, rosyjski łyżwiarz szybki
- 1987:
  - Edin Cocalić, bośniacki piłkarz
  - Erand Hoxha, albański aktor, producent filmowy
  - Kamil Kulczycki, polski reżyser i scenarzysta filmowy, instruktor harcerski (zm. 2012)
  - Johanna Leedham, brytyjska koszykarka
  - A.J. Pollock, amerykański baseballista
  - Marcin Zdunik, polski wiolonczelista, pedagog
- 1988:
  - Tina Charles, amerykańska koszykarka
  - Carmelita Correa, meksykańska lekkoatletka, tyczkarka
  - Michelle Nogueras, portorykańska siatkarka
  - Joanna Rowsell, brytyjska kolarka szosowa i torowa
  - Olga Semeniuk-Patkowska, polska działaczka samorządowa, urzędniczka państwowa, polityk, poseł na Sejm RP
  - Miralem Sulejmani, serbski piłkarz pochodzenia gorańskiego
  - Anna Szymańska, polska piłkarka, bramkarka
- 1989:
  - Pamela Jelimo, kenijska lekkoatletka, biegaczka średniodystansowa
  - Julija Leżniewa, rosyjska śpiewaczka operowa (mezzosopran koloraturowy)
  - Linet Masai, kenijska lekkoatletka, biegaczka długodystansowa
  - Dariusz Trela, polski piłkarz, bramkarz
- 1990:
  - Günay Ağakişiyeva, azerska zawodniczka taekwondo
  - Montee Ball, amerykański futbolista
  - Diego Dellasega, włoski skoczek narciarski
  - Ransford Osei, ghański piłkarz
  - Anastasija Szlachowoj, rosyjska siatkarka
- 1991:
  - Omar Elabdellaoui, norweski piłkarz pochodzenia marokańskiego
  - Cam Fowler, amerykański hokeista pochodzenia kanadyjskiego
  - Carolin Schäfer, niemiecka lekkoatletka, wieloboistka
  - Christian Yelich, amerykański baseballista
- 1992:
  - Ilja Antonov, estoński piłkarz pochodzenia rosyjskiego
  - Benjamin Dousa, szwedzki polityk
  - Carlos Pomares, hiszpański piłkarz
- 1993:
  - Ross Barkley, angielski piłkarz
  - Choe Hyo-sim, północnokoreańska sztangistka
  - Alex Christian, haitański piłkarz
  - Laura Gimmler, niemiecka biegaczka narciarska
  - Michelle Gisin, szwajcarska narciarka alpejska
  - Bradley Gunter, kanadyjski siatkarz
  - Steven Hewitt, angielski piłkarz
  - Lili Schnitzerling, niemiecka lekkoatletka, tyczkarka
  - Kevin Shem, vanuacki piłkarz
  - Luciano Vietto, argentyński piłkarz
- 1994:
  - Samir Caetano, brazylijski piłkarz
  - Ondrej Duda, słowacki piłkarz
  - Javier Méndez, urugwajski piłkarz
  - Semi Ojeleye, amerykański koszykarz pochodzenia nigeryjskiego
  - Stanley Ratifo, niemiecki piłkarz pochodzenia mozambickiego
  - Gaj Sagiw, izraelski kolarz szosowy
  - Mataz Saleh, omański piłkarz
  - Anżelika Wietoszkina, rosyjska zapaśniczka
- 1995:
  - Timothy Castagne, belgijski piłkarz
  - Anthony Martial, francuski piłkarz pochodzenia gwadelupskiego
  - Kaetlyn Osmond, kanadyjska łyżwiarka figurowa
  - Alexander Sørloth, norweski piłkarz
- 1996:
  - Oreste Cavuto, włoski siatkarz
  - Adam Mikołaj Goździewski, polski pianista
  - Michal Petráš, słowacki siatkarz
  - Sylwia Siemienas, polska koszykarka
- 1997:
  - Souleymane Anne, mauretański piłkarz
  - Ifet Đakovac, serbski piłkarz
  - Nishan Randhawa, kanadyjski zapaśnik pochodzenia indyjskiego
  - Tarek Salman, katarski piłkarz pochodzenia egipskiego
  - Dwight St. Hillaire, trynidadzko-tobagijski lekkoatleta, sprinter
- 1998:
  - Conan Gray, amerykański piosenkarz, autor tekstów
  - Anthony Palencia, wenezuelski zapaśnik
  - Rok Vodišek, słoweński piłkarz, bramkarz
- 1999:
  - Anastasija Bajdiuk, azerska siatkarka pochodzenia ukraińskiego
  - Willy Braciano, iworyjski piłkarz (zm. 2021)
  - Idris Kanu, sierraleoński piłkarz
  - Dejah Slater, kanadyjska zapaśniczka
  - Slutty Sonny, amerykański raper, piosenkarz, autor tekstów (zm. 2020)
- 2000 – AJ Hurt, amerykańska narciarka alpejska
- 2001:
  - Kwesi Kawawa, tanzański piłkarz, bramkarz
  - YG Marley, amerykański piosenkarz, autor tekstów pochodzenia jamajskiego
  - Alessandro Michieletto, włoski siatkarz
- 2003 – Wei Sijia, chińska tenisistka
- 2005 – Andy Rojas, kostarykański piłkarz
- 2006 – Silia Kapsis, australijska piosenkarka, autorka tekstów, tancerka, aktorka pochodzenia grecko-cypryjskiego

## Zmarli
- 532 – Saba Jerozolimski, założyciel klasztoru Wielkiej Ławry, święty (ur. 439)
- 1055 – Konrad I Bawarski, książę Bawarii (ur. ok. 1020)
- 1355:
  - Jan III, książę Brabancji (ur. 1300)
  - (lub 26 listopada) Kazimierz I, książę warszawski, czerski i rawski (ur. ?)
- 1393 – Henryk VI Starszy, książę żagański i głogowski (ur. 1345)
- 1560 – Franciszek II Walezjusz, król Francji (ur. 1544)
- 1561 – Stanisław Gabriel Tęczyński, polski ziemianin, polityk (ur. 1514)
- 1587 – Giacomo Savelli, włoski kardynał (ur. 1523)
- 1612 – Jan Almond, angielski duchowny katolicki, męczennik, święty (ur. 1577)
- 1624 – Gaspard Bauhin, szwajcarski lekarz, anatom, botanik (ur. 1560)
- 1663 – Severo Bonini, włoski kompozytor (ur. 1582)
- 1715 – Alexander Dalzeel, szkocki kaper i pirat w służbie francuskiej (ur. ok. 1662)
- 1722 – Marie Anne de La Tremoille, francuska arystokratka (ur. 1642)
- 1734 – Francesco Pignatelli, włoski duchowny katolicki, arcybiskup Neapolu, kardynał (ur. 1652)
- 1755 – William Cavendish, brytyjski arystokrata, polityk (ur. 1698)
- 1757 – Horatio Walpole, brytyjski arystokrata, polityk, dyplomata (ur. 1678)
- 1758 – Johann Friedrich Fasch, niemiecki skrzypek, kompozytor (ur. 1688)
- 1762 – Alexandre-Jean-Joseph Le Riche de La Popeliniere, francuski finansista (ur. 1693)
- 1770 – James Stirling, szkocki matematyk, wykładowca akademicki (ur. 1692)
- 1784 – Phillis Wheatley, amerykańska poetka (ur. 1753)
- 1788 – José Arias, hiszpański rzeźbiarz (ur. 1743)
- 1789 – Johann Andreas von Junck, pruski prawnik, wojskowy, dyplomata (ur. 1735)
- 1791 – Wolfgang Amadeus Mozart, austriacki kompozytor, wirtuoz gry na instrumentach klawiszowych (ur. 1756)
- 1802 – Lemuel Francis Abbott, brytyjski malarz portrecista (ur. 1760)
- 1805 – Johann Franz Otto, niemiecki kompozytor (ur. 1732)
- 1807 – Francis Willis, brytyjski lekarz (ur. 1718)
- 1808 – Jan Nepomucen Dziewanowski, polski rotmistrz (ur. 1782)
- 1813 – Carlo Denina, włoski filolog, historyk (ur. 1731)
- 1814:
  - Jose Boves, wenezuelski wojskowy, polityk, rojalista (ur. 1782)
  - Évariste de Parny, francuski poeta (ur. 1753)
- 1819 – Leopold Friedrich zu Stolberg, niemiecki poeta (ur. 1750)
- 1824 – Jeremiah Cosden, amerykański polityk (ur. 1768)
- 1829 – Friedrich Christian Rosenthal, niemiecki anatom (ur. 1780)
- 1835 – August von Platen, niemiecki poeta, dramaturg (ur. 1796)
- 1837 – Cesare Nembrini Pironi Gonzaga, włoski duchowny katolicki, biskup Ankony, kardynał (ur. 1768)
- 1843 – Romeo Maurenbrecher, niemiecki prawnik, wykładowca akademicki (ur. 1803)
- 1844 – Antoni Leitgeber, polski kowal, przedsiębiorca, działacz społeczny pochodzenia niemieckiego (ur. 1770)
- 1860 – Friedrich Christoph Dahlmann, niemiecki historyk, polityk (ur. 1785)
- 1863 – Otto Deiters, niemiecki neuroanatom (ur. 1834)
- 1864 – George Howard, brytyjski arystokrata, polityk (ur. 1802)
- 1866 – Krzysztof Fryderyk Brun, polski przedsiębiorca pochodzenia niemieckiego (ur. 1795)
- 1870 – Alexandre Dumas (ojciec), francuski pisarz (ur. 1802)
- 1872 – Jakub Rarkowski, polski polityk, burmistrz Olsztyna (ur. 1809)
- 1878 – Matija Mesić, chorwacki historyk, wykładowca akademicki (ur. 1826)
- 1881 – Nikołaj Pirogow, rosyjski lekarz, chirurg (ur. 1810)
- 1883 – Charles Fox Bennett, kanadyjski przedsiębiorca, polityk (ur. 1793)
- 1887 – Eliza R. Snow, amerykańska poetka, mormońska działaczka religijna (ur. 1804)
- 1888 – Alexander Evans, amerykański prawnik, polityk (ur. 1818)
- 1891:
  - Piotr II, cesarz Brazylii (ur. 1825)
  - Serapion (Majewski), rosyjski biskup prawosławny (ur. 1827)
- 1894 – Pizi, wódz Dakotów (ur. 1840)
- 1896 – Leon Laskowski, polski podpułkownik kawalerii armii austro-węgierskiej (ur. ?)
- 1899 – Henry Tate, brytyjski przedsiębiorca (ur. 1819)
- 1901 – Karl von Hegel, niemiecki historyk, wykładowca akademicki (ur. 1813)
- 1902 – Johannes Wislicenus, niemiecki chemik, wykładowca akademicki (ur. 1835)
- 1903 – Henryk Bąkowski, polski prawnik, urzędnik, uczestnik powstania styczniowego, zesłaniec (ur. 1830)
- 1906 – Carl Otto Harz, niemiecki farmaceuta, botanik, mykolog, wykładowca akademicki (ur. 1842)
- 1907 – Charles Leickert, belgijski malarz (ur. 1816)
- 1908 – Charles Edward Beevor, brytyjski neurolog, anatom (ur. 1854)
- 1910 – Robert Orleański, książę Chartres (ur. 1840)
- 1911:
  - Ludwik Meyer, polski fabrykant pochodzenia niemieckiego (ur. 1841)
  - Walentin Sierow, rosyjski malarz, portrecista (ur. 1865)
- 1913 – Jan Sten, polski chemik, wykładowca akademicki, poeta, nowelista, krytyk literacki, tłumacz (ur. 1871)
- 1914:
  - Angelo Di Pietro, włoski kardynał (ur. 1828)
  - Stanisław Kujot, polski duchowny katolicki, historyk, pedagog (ur. 1845)
- 1915 – Edmond Bury, brytyjski racketsista (ur. 1884)
- 1916:
  - Augusta Hanowerska, księżniczka brytyjska, wielka księżna Meklemburgii-Strelitz (ur. 1822)
  - Hans Richter, austriacki dyrygent pochodzenia węgierskiego (ur. 1843)
- 1917 – Thomas Hunter, brytyjski pilot wojskowy, as myśliwski (ur. 1897)
- 1918:
  - Schalk Willem Burger, burski wojskowy, polityk (ur. 1852)
  - Władysław Fudalewski, polski duchowny katolicki, publicysta, regionalista (ur. 1840)
  - Wilhelm Starck, polski kapitan piechoty pochodzenia niemieckiego (ur. 1897)
- 1919 – Elia Millosevich, włoski astronom, wykładowca akademicki (ur. 1848)
- 1920:
  - Gakutarō Ōsawa, japoński anatom, wykładowca akademicki (ur. 1863)
  - José Pérez, urugwajski piłkarz (ur. 1898)
- 1921 – Samuel Poznański, polski rabin (ur. 1864)
- 1922:
  - Siergiej Najdionow, rosyjski dramaturg (ur. 1868)
  - Józef Rymer, polski górnik, polityk, powstaniec śląski (ur. 1882)
- 1923 – Edward Martyn, irlandzki aktywista społeczny, dramaturg (ur. 1859)
- 1924 – Isaac Phillips Fetterman, amerykański kierowca wyścigowy (ur. 1887)
- 1925:
  - Wilhelmina Drucker, holenderska feministka (ur. 1847)
  - Władysław Stanisław Reymont, polski pisarz, laureat Nagrody Nobla (ur. 1867)
- 1926:
  - Jan Chrzciciel Fouque, francuski duchowny katolicki, błogosławiony (ur. 1851)
  - Claude Monet, francuski malarz (ur. 1840)
- 1927 – Fiodor Sołogub, rosyjski pisarz (ur. 1863)
- 1931 – Filip Rinaldi, włoski salezjanin, błogosławiony (ur. 1856)
- 1932 – Stanisław Niziński, polski duchowny katolicki, działacz społeczny i niepodległościowy (ur. 1848)
- 1933 – Seweryn Krogulski, polski prawnik, publicysta (ur. 1850)
- 1934:
  - Stanley Buckmaster, brytyjski prawnik, polityk (ur. 1861)
  - Oskar von Hutier, niemiecki generał (ur. 1857)
- 1935 – Franciszek Krempa, polski działacz ludowy, polityk, poseł na Sejm Krajowy Galicji, do austriackiej Rady Państwa i na Sejm Ustawodawczy (ur. 1853)
- 1936 – Augustyna Pena Rodríguez, hiszpańska zakonnica, męczennica, błogosławiona (ur. 1900)
- 1940:
  - Wiesław Chrzanowski, polski inżynier, konstruktor silników cieplnych, wykładowca akademicki, polityk, minister przemysłu i handlu (ur. 1880)
  - Jan Kubelík, czeski skrzypek, kompozytor (ur. 1880)
- 1941:
  - Grégoire Le Roy, belgijski prozaik, poeta (ur. 1862)
  - Paulina Seidenbeutel-Karbowska, polska lekarka, pianistka pochodzenia żydowskiego (ur. 1882)
  - Amrita Sher-Gil, indyjska malarka pochodzenia węgierskiego (ur. 1913)
  - Richard James Wilkinson, brytyjski historyk, administrator kolonialny (ur. 1867)
- 1942:
  - Narcyz Putz, polski duchowny katolicki, męczennik, błogosławiony (ur. 1877)
  - Marian Rytka, polski porucznik pilot (ur. 1914)
  - Julian Wilkans, polski duchowny katolicki (ur. 1886)
- 1943 – John Gillespie, szkocki rugbysta, sędzia sportowy (ur. 1879)
- 1944:
  - Julian Grobelny, polski działacz socjalistyczny, przewodniczący „Żegoty” (ur. 1893)
  - Elsa Oeltjen Kasimir, słoweńska malarka, rzeźbiarka (ur. 1887)
- 1945:
  - Władimir Komarow, rosyjski botanik, geograf, podręcznik, wykładowca akademicki (ur. 1869)
  - Bolesław Ścibiorek, polski nauczyciel, działacz ludowy, polityk, poseł do KRN (ur. 1906)
  - Albert Weil, francuski żeglarz sportowy (ur. 1880)
- 1946 – Ludwik Eminowicz, polski poeta, tłumacz (ur. 1880)
- 1947:
  - Frits Clausen, duński polityk nazistowski, kolaborant (ur. 1893)
  - William Thomas, amerykański socjolog, wykładowca akademicki (ur. 1863)
- 1949:
  - Alfred J. Lotka, amerykański matematyk, chemik, ekonomista, statystyk, demograf (ur. 1880)
  - Iwan Rogow, radziecki generał pułkownik (ur. 1899)
- 1950 – Aurobindo Ghose, indyjski filozof, prozaik, poeta, krytyk literacki, tłumacz, publicysta, jogin (ur. 1872)
- 1951:
  - Leonid Bogajewskow, rosyjski generał lejtnant, kolaborant (ur. 1867)
  - Abanindranath Tagore, indyjski malarz, grafik (ur. 1871)
- 1954 – Kalki Krishnamurthy, indyjski działacz niepodległościowy, prozaik, dziennikarz, satyryk, poeta (ur. 1899)
- 1955 – Christiaan van Lennep, holenderski tenisista (ur. 1887)
- 1957 – Georg Jung, austriacki malarz, designer, pisarz, teoretyk sztuki (ur. 1899)
- 1958:
  - William Applegarth, brytyjski lekkoatleta, sprinter (ur. 1890)
  - Albert Levame, monakijski duchowny katolicki, arcybiskup, nuncjusz apostolski (ur. 1881)
- 1959 – Percival Davson, brytyjski tenisista, szpadzista (ur. 1877)
- 1960 – Haszim al-Atasi, syryjski polityk, premier i prezydent Syrii (ur. 1875)
- 1961:
  - Grigorij Ginzburg, rosyjski pianista, pedagog pochodzenia żydowskiego (ur. 1904)
  - Kazys Preikšas, litewski polityk komunistyczny (ur. 1903)
- 1962 – Roman Kierzkowski, polski nauczyciel, harcmistrz, instruktor harcerski, naczelnik ZHP (ur. 1905)
- 1963:
  - Karl Amadeus Hartmann, niemiecki muzyk, kompozytor (ur. 1905)
  - Tom London, amerykański aktor (ur. 1889)
  - Huseyn Shaheed Suhrawardy, pakistański polityk pochodzenia bengalskiego, premier Pakistanu (ur. 1892)
- 1964 – Bogusław Sujkowski, polski pisarz (ur. 1900)
- 1965 – Joseph Erlanger, amerykański fizjolog, laureat Nagrody Nobla (ur. 1874)
- 1966 – Sylvère Maes, belgijski kolarz szosowy (ur. 1909)
- 1968:
  - Fred Clark, amerykański aktor (ur. 1914)
  - Ruben Simonow, rosyjski aktor (ur. 1899)
- 1969:
  - Alicja Battenberg, niemiecka arystokratka, księżna grecka i duńska (ur. 1885)
  - Claudius Dornier, niemiecki pionier lotnictwa, konstruktor samolotów (ur. 1884)
- 1971:
  - Andriej Andriejew, radziecki polityk (ur. 1895)
  - Henryk Zwiren, polski dziennikarz (ur. 1911)
- 1972:
  - Kenny Dorham, amerykański wokalista, muzyk i kompozytor jazzowy (ur. 1924)
  - Andrij Hołowko, ukraiński pisarz, krytyk literacki (ur. 1897)
- 1973:
  - Vojeslav Molè, słoweński historyk sztuki, poeta, krytyk literacki (ur. 1886)
  - Robert Watson-Watt, szkocki inżynier, wynalazca radaru (ur. 1892)
- 1974 – Pietro Germi, włoski aktor, scenarzysta i reżyser filmowy (ur. 1914)
- 1975 – Henryk Karliński, polski dyrygent, animator kultury (ur. 1922)
- 1976 – Leida Kibuvits, estońska pisarka (ur. 1907)
- 1977:
  - David K.E. Bruce, amerykański dyplomata, polityk (ur. 1898)
  - Rahsaan Roland Kirk, amerykański muzyk jazzowy (ur. 1935)
  - Aleksandr Wasilewski, radziecki dowódca wojskowy, marszałek ZSRR (ur. 1895)
  - Aleksander Zejdler, polski chorąży, strzelec pokładowy (ur. 1907)
- 1978:
  - George Scratchley Brown, amerykański generał (ur. 1918)
  - Carlos Riolfo, urugwajski piłkarz (ur. 1905)
- 1979:
  - Józef Chałasiński, polski socjolog (ur. 1904)
  - Sonia Delaunay, ukraińsko-francuska malarka, projektantka kostiumów pochodzenia żydowskiego (ur. 1885)
- 1980 – Bernard Busza, polski podporucznik rezerwy, chirurg (ur. 1908)
- 1981 – Charles Barton, amerykański aktor, reżyser i producent filmowy i telewizyjny (ur. 1902)
- 1982:
  - Kazimierz Kluz, polski duchowny katolicki, biskup pomocniczy gdański (ur. 1925)
  - Antoni Linke, polski zoolog, wykładowca akademicki (ur. 1902)
- 1983:
  - Robert Aldrich, amerykański reżyser i producent filmowy (ur. 1918)
  - Pekka Johansson, fiński lekkoatleta, oszczepnik (ur. 1895)
- 1984 – Stanisław Zawadzki, polski generał brygady, polityk, minister pracy i opieki społecznej (ur. 1900)
- 1985 – Aleksja González-Barros y González, hiszpańska nastolatka, Służebnica Boża (ur. 1971)
- 1987 – Nikołaj Skripko, radziecki pilot wojskowy, marszałek lotnictwa (ur. 1902)
- 1988:
  - Valter Klauson, estoński polityk komunistyczny (ur. 1914)
  - Erik Lundin, szwedzki szachista (ur. 1904)
  - Teodor Parnicki, polski pisarz (ur. 1908)
  - Rowmund Piłsudski, polski pisarz polityczny (ur. 1903)
- 1989:
  - Edoardo Amaldi, włoski fizyk, wykładowca akademicki (ur. 1908)
  - Li Keran, chiński malarz (ur. 1907)
  - Tadeusz Miksa, polski piłkarz (ur. 1926)
  - John Pritchard, brytyjski dyrygent (ur. 1921)
- 1990 – Lucy Dawidowicz, amerykańska historyk pochodzenia żydowskiego (ur. 1915)
- 1991:
  - Jerzy Korohoda, polski specjalista hodowli roślin, wykładowca akademicki (ur. 1900)
  - Czesława Kotarska, polska polityk, poseł na Sejm PRL (ur. 1924)
  - Jehudit Simchoni, izraelska polityk (ur. 1902)
  - Richard Speck, amerykański masowy morderca (ur. 1941)
- 1992:
  - Ai Wu, chiński pisarz (ur. 1904)
  - Tamás Jung, serbski duchowny katolicki, biskup Zrenjaninu pochodzenia niemieckiego (ur. 1911)
- 1993:
  - Jewgienij Gabriłowicz, rosyjski prozaik, dramaturg, scenarzysta pochodzenia żydowskiego (ur. 1899)
  - Witold Jarosiński, polski pedagog, polityk, poseł na Sejm PRL, minister oświaty (ur. 1909)
  - Zygmunt Lasocki, polski chemik-organik, wykładowca akademicki (ur. 1921)
  - Maria Łęczycka, polska pisarka (ur. 1903)
  - Robert Ochsenfeld, niemiecki fizyk (ur. 1901)
  - Alexandre Trauner, francuski scenograf filmowy pochodzenia żydowskiego (ur. 1906)
- 1994 – Ichirō Ogimura, japoński tenisista stołowy (ur. 1932)
- 1995:
  - Clair Patterson, amerykański geochemik, wykładowca akademicki (ur. 1922)
  - Jadwiga Sobieska, polska etnomuzykolog, pedagog (ur. 1909)
- 1997:
  - Rudolf Bahro, niemiecki filozof, publicysta, polityk (ur. 1935)
  - Janina Garycka, polska filolog, malarka, scenografka, współzałożycielka i kierowniczka literacka kabaretu „Piwnica pod Baranami” (ur. 1920)
  - John E. Moss, amerykański polityk (ur. 1915)
- 1998:
  - Albert Gore senior, amerykański polityk (ur. 1907)
  - Boris Kabiszew, radziecki generał porucznik lotnictwa (ur. 1922)
  - Czesław Oleszkiewicz, polski mechanik, polityk, poseł na Sejm PRL (ur. 1928)
  - Bronisław Orlicz, polski aktor, reżyser teatralny, dyrektor artystyczny teatrów (ur. 1924)
- 1999:
  - Andrzej Kolikowski, polski gangster (ur. 1954)
  - Masaru Satō, japoński kompozytor (ur. 1928)
- 2001:
  - Anton Benya, austriacki związkowiec, polityk (ur. 1912)
  - Maurice Nilès, francuski uczestnik ruchu oporu, polityk (ur. 1919)
  - Franco Rasetti, włoski fizyk jądrowy, wykładowca akademicki (ur. 1901)
  - Dharam Singh, indyjski hokeista na trawie (ur. 1919)
- 2002:
  - Bob Berg, amerykański saksofonista jazzowy (ur. 1951)
  - Geoff Coombes, amerykański piłkarz (ur. 1919)
  - Ne Win, birmański generał, polityk, premier i prezydent Birmy (ur. 1911)
  - Ryszard Siwecki, polski botanik, dendrolog, wykładowca akademicki (ur. 1939)
- 2003:
  - Felix Kaspar, austriacki łyżwiarz figurowy (ur. 1915)
  - José Manuel Pesudo, hiszpański piłkarz, bramkarz (ur. 1936)
  - Marek Urban, polski ekonomista, wykładowca akademicki (ur. 1912)
- 2004:
  - Robert Dhéry, francuski aktor, reżyser i filmowy (ur. 1921)
  - Arika Madeyska, polska malarka (ur. 1920)
  - Feliks Siemieński, polski prawnik, wykładowca akademicki (ur. 1924)
- 2005:
  - John Alvheim, norweski polityk (ur. 1930)
  - Milo Dor, austriacki pisarz pochodzenia serbskiego (ur. 1923)
  - Liu Binyan, chiński pisarz, dziennikarz, dysydent (ur. 1925)
- 2006:
  - Dawid Bronstein, radziecki szachista pochodzenia żydowskiego (ur. 1924)
  - Cezary Leżeński, polski pisarz, dziennikarz (ur. 1930)
- 2007:
  - Iosif Dan, rumuński polityk (ur. 1950)
  - Władysław Grzędzielski, polski dziennikarz, publicysta, dyplomata (ur. 1920)
  - Karlheinz Stockhausen, niemiecki kompozytor (ur. 1928)
  - John Winter, australijski lekkoatleta, skoczek wzwyż (ur. 1924)
- 2008:
  - Aleksy II, rosyjski duchowny prawosławny, patriarcha Moskwy i Wszechrusi (ur. 1929)
  - George Brecht, amerykański chemik, artysta sztuki konceptualnej, kompozytor awangardowy (ur. 1926)
  - Constantin Ticu Dumitrescu, rumuński polityk (ur. 1928)
  - Nina Foch, amerykańska aktorka (ur. 1924)
  - Beverly Garland, amerykańska aktorka (ur. 1926)
- 2009:
  - Gordana Kovačević, serbska koszykarka (ur. 1974)
  - Otto Graf Lambsdorff, niemiecki polityk (ur. 1926)
  - Kálmán Markovits, węgierski piłkarz wodny (ur. 1931)
- 2011:
  - Peter Gethin, brytyjski kierowca wyścigowy (ur. 1940)
  - Giennadij Łogofiet, rosyjski piłkarz, trener (ur. 1942)
  - Edmund Trempała, polski pedagog (ur. 1927)
  - Violetta Villas, polska piosenkarka, aktorka, artystka estradowa (ur. 1938)
- 2012:
  - Dave Brubeck, amerykański pianista i kompozytor jazzowy (ur. 1920)
  - Kazbek Giekkijew, rosyjski dziennikarz (ur. 1984)
  - Bogusław Hładoń, polski farmaceuta (ur. 1940)
  - Ignacy IV, syryjski duchowny prawosławny, patriarcha Antiochii (ur. 1921)
  - Yves Niaré, francuski lekkoatleta, kulomiot (ur. 1977)
  - Oscar Niemeyer, brazylijski architekt pochodzenia niemieckiego (ur. 1907)
- 2013:
  - Emmanuel McDonald Bailey, brytyjski lekkoatleta, sprinter (ur. 1920)
  - Barry Jackson, brytyjski aktor (ur. 1938)
  - Nelson Mandela, południowoafrykański polityk, prezydent RPA, laureat Pokojowej Nagrody Nobla (ur. 1918)
  - Colin Wilson, brytyjski pisarz, filozof (ur. 1931)
- 2014:
  - Fabiola de Mora, królowa Belgów (ur. 1928)
  - Virginio Ravanelli, włoski biblista, palestynolog (ur. 1927)
  - Taszi Cering, tybetański nauczyciel, tancerz, urzędnik państwowy, działacz społeczny (ur. 1929)
- 2015:
  - Luigi Conti, włoski duchowny katolicki, arcybiskup, nuncjusz apostolski (ur. 1929)
  - Tadeusz Morawski, polski aktor (ur. 1938)
  - Dimityr Popow, bułgarski prawnik, polityk, premier Bułgarii (ur. 1927)
- 2016:
  - Jerzy Boniński, polski malarz, pedagog (ur. 1955)
  - Mogens Camre, duński polityk, eurodeputowany (ur. 1936)
  - Jayaram Jayalalitha, indyjska aktorka, tancerka, pisarka, polityk (ur. 1948)
  - Stanisław Latoś, polski specjalista geodezji i kartografii, prof. dr hab. inż.[10]
- 2017:
  - August Ames, kanadyjska modelka i aktorka pornograficzna (ur. 1994)
  - Jadwiga Chądzyńska, polska tenisistka stołowa (ur. 1937)
  - Marek Gonciarczyk, polski piłkarz ręczny (ur. 1952)
  - Johnny Hallyday, francuski piosenkarz, kompozytor, aktor (ur. 1943)
  - Henning Jensen, duński piłkarz (ur. 1949)
  - Michał I, rumuński arystokrata, król Rumunii (ur. 1921)
  - Jean d’Ormesson, francuski pisarz (ur. 1925)
  - Jacques Simon, francuski piłkarz (ur. 1941)
  - Włodzimierz Strzemiński, polski prawnik, działacz opozycji antykomunistycznej (ur. 1951)
- 2018:
  - Wojciech Bujoczek, polski wokalista, członek zespołu Killjoy (ur. 1974)
  - Irena Lewandowska, polska tłumaczka (ur. 1931)
  - José Tarciso de Souza, brazylijski piłkarz (ur. 1951)
- 2019:
  - Pietro Brollo, włoski duchowny katolicki, arcybiskup metropolita Udine (ur. 1933)
  - Robert Walker Jr., amerykański aktor (ur. 1940)
- 2020:
  - John Harvey, australijski kierowca wyścigowy (ur. 1938)
  - Ron Irwin, kanadyjski polityk, minister, dyplomata (ur. 1936)
  - Minczo Jowczew, bułgarski inżynier, polityk, wicepremier, minister przemysłu i technologii (ur. 1942)
  - Henryk Kukier, polski bokser (ur. 1930)
  - Ildikó Pécsi, węgierska aktorka (ur. 1940)
  - Wiktor Poniedielnik, rosyjski piłkarz, trener, dziennikarz sportowy (ur. 1937)
  - Wojciech Zabłocki, polski szablista, architekt, pisarz (ur. 1930)
- 2021:
  - Bob Dole, amerykański prawnik, polityk, senator (ur. 1923)
  - Aurelio Galfetti, szwajcarski architekt (ur. 1936)
  - Christine Haidegger, austriacka poetka, pisarka (ur. 1942)
  - Sławomir Majusiak, polski lekkoatleta, długodystansowiec, przedsiębiorca (ur. 1964)
  - Werner Proske, polski lekkoatleta, sprinter i płotkarz (ur. 1933)
  - Demetrio Volcic, włoski dziennikarz, polityk, eurodeputowany (ur. 1931)
- 2022:
  - Kirstie Alley, amerykańska aktorka (ur. 1951)
  - Jerzy Stanisław Kmieciński, polski archeolog (ur. 1927)
  - Edouard Mununu, kongijski duchowny katolicki, biskup Kikwitu (ur. 1936)
  - Eduard Ovčáček, czeski malarz, grafik, rzeźbiarz (ur. 1933)
  - Bernd Rohr, niemiecki kolarz szosowy i torowy (ur. 1937)
- 2023:
  - Mirush Kabashi, albański aktor (ur. 1948)
  - Denny Laine, brytyjski gitarzysta, wokalista, członek zespołów: The Moody Blues i Wings (ur. 1944)
  - Norman Lear, amerykański scenarzysta i producent filmowy (ur. 1922)
  - John Rumble, kanadyjski jeździec sportowy (ur. 1933)
  - Rosemary Smith, irlandzka kierowca wyścigowa, projektantka mody (ur. 1937)
  - Tadeusz Zajączkowski, polski chirurg-urolog, historyk medycyny (ur. 1939)
- 2024:
  - Wanda Adamska, polska polityk, poseł na Sejm PRL (ur. 1944)
  - Jewgienij Wielichow, rosyjski fizyk teoretyczny (ur. 1935)